# Stay Away (canção)
"Stay Away" é o vigésimo primeiro single do L'Arc~en~Ciel, lançado em 19 de julho de 2000. No mesmo dia, a banda de rock japonesa Glay lançou o single "Mermaid". Apesar de "Stay Away" ter vendido 504.000 cópias na primeira semana, "Mermaid" estreou na primeira posição, com vendas acima de 525.000 cópias. A segunda faixa "Get out from the Shell" também está incluída no álbum Real como "Get out from the Shell (Asian version)", cantada em inglês. 
No mês de lançamento, foi certificado disco de platina pela RIAJ. Em agosto, conquistou platina dupla. "Stay Away" também ganhou o prêmio de "Melhor Vídeo do Ano" no Space Shower Music Video Awards de 2000.

## Faixas
Todas as letras escritas por Hyde. 
| N.º            | Título                                 | Música                   | Duração |  |
| 1.             | "Stay Away"                            | Tetsu                    | 3:57    |  |
| 2.             | "Get out from the Shell"               | Yukihiro                 | 4:15    |  |
| 3.             | "Stay Away -Jaze Poo Mix-"             | Tetsu (Remix por TT Man) | 4:21    |  |
| 4.             | "Stay Away -Truly Barbie Forest Ver.-" | Tetsu                    | 4:37    |  |
| Duração total: | Duração total:                         | Duração total:           | 17:11   |  |

## Ficha técnica
- Hyde – vocais
- Ken – guitarra
- Tetsu – baixo
- Yukihiro – bateria

## Desempenho
| Parada (2000) | Melhor posição |
| ------------- | -------------- |
| Oricon        | #2             |